# Impatiens sigmoidea
Impatiens sigmoidea là một loài thực vật có hoa trong họ Bóng nước. Loài này được Hook. f. mô tả khoa học đầu tiên năm 1908.